# Holica
Holica je chráněný areál v oblasti Štiavnické vrchy.
Nachází se v katastrálním území obce Príbelce v okrese Veľký Krtíš v Banskobystrickém kraji. Území bylo vyhlášeno či novelizováno v roce 1984 na rozloze 1,0000 ha. Ochranné pásmo nebylo stanoveno.